# Notre-Dame-de-l'Île-Perrot
Notre-Dame-de-l'Île-Perrot är en stad (kommun av typen ville) i provinsen Québec i Kanada. Den ligger på ön Île Perrot i regionen Montérégie, i den sydöstra delen av landet, 140 km öster om huvudstaden Ottawa. Antalet invånare var 11 427 vid folkräkningen 2021.